# Distichlis distichophylla
Distichlis distichophylla  là một loài thực vật có hoa trong họ Hòa thảo. Loài này được (Labill.) Fassett mô tả khoa học đầu tiên năm 1925.